# Stemma della Russia
Lo stemma della Russia attualmente deriva dai primi emblemi nazionali dell'Impero russo recuperati nel 1992 dopo la dissoluzione dell'Unione Sovietica.
Sebbene sia stato più volte modificato dal regno di Ivan III (1462-1505), l'attuale stemma è direttamente derivato dall'originale medievale e i colori corrispondono allo stemma reale del XV secolo. La forma dell'aquila bicipite risale al regno di Pietro il Grande (1682-1725), sebbene il rapace sia attualmente d'oro invece dell'originale nero imperiale. Accollato all'aquila è rappresentato lo stemma di Mosca riportante San Giorgio e il drago.

## Stemmi precedenti e altre immagini

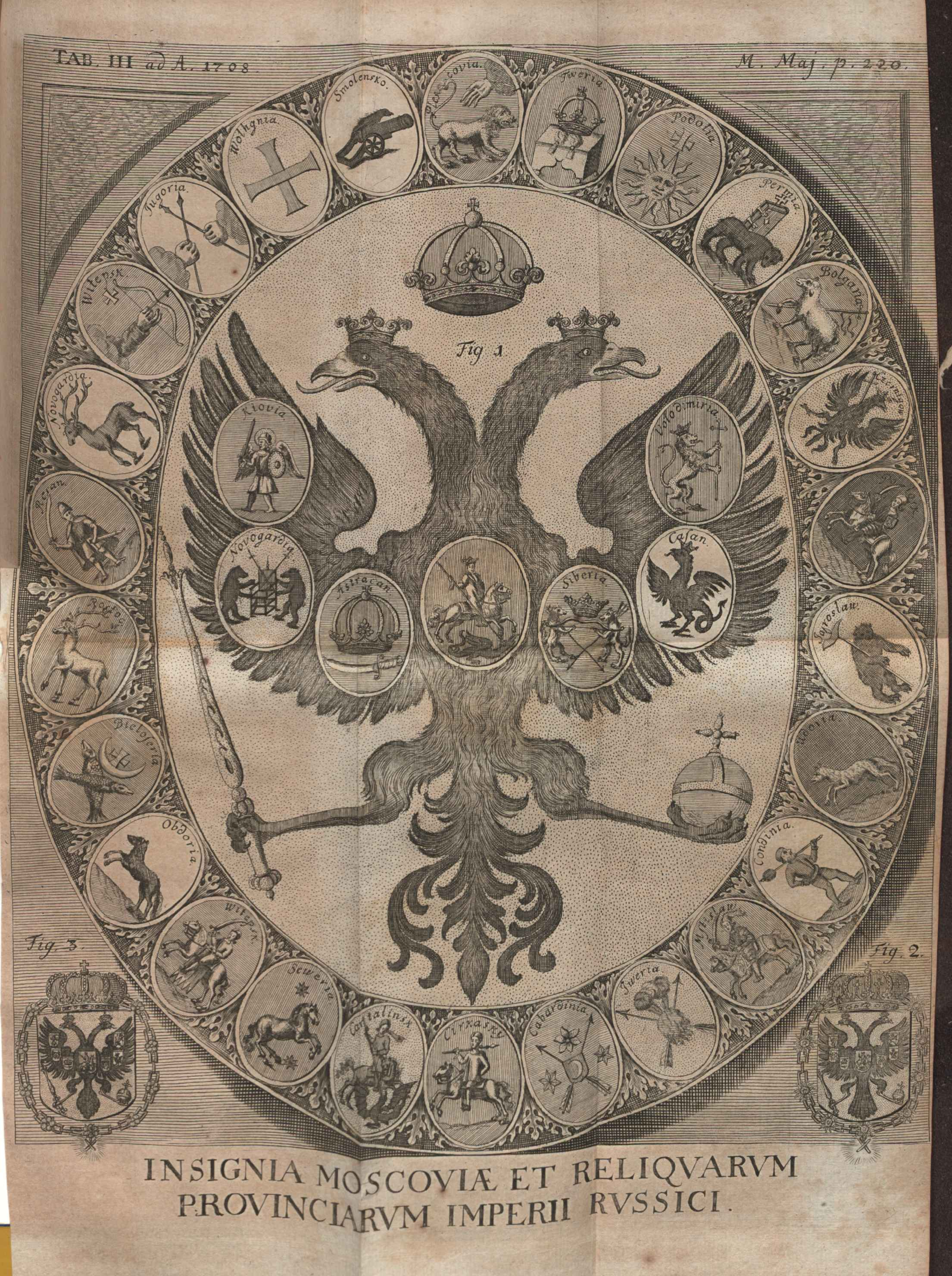
Stemma del Regno russo tratto da una tavola degli Acta Eruditorum del 1708
Stemma dell'Impero Russo
Versione "minore" dello stemma ufficiale dell'Impero Russo; era la versione più utilizzata dello Stemma ed è spesso erroneamente considerata l'unica versione dello stemma dell'impero russo
Stemma della Repubblica russa del 1917
Stemma della Repubblica Socialista Federativa Sovietica Russa fino al 16 maggio 1992
Stemma della Federazione russa dal 16 maggio 1992 al 30 novembre 1993
Stemma della Federazione russa dopo il 1993
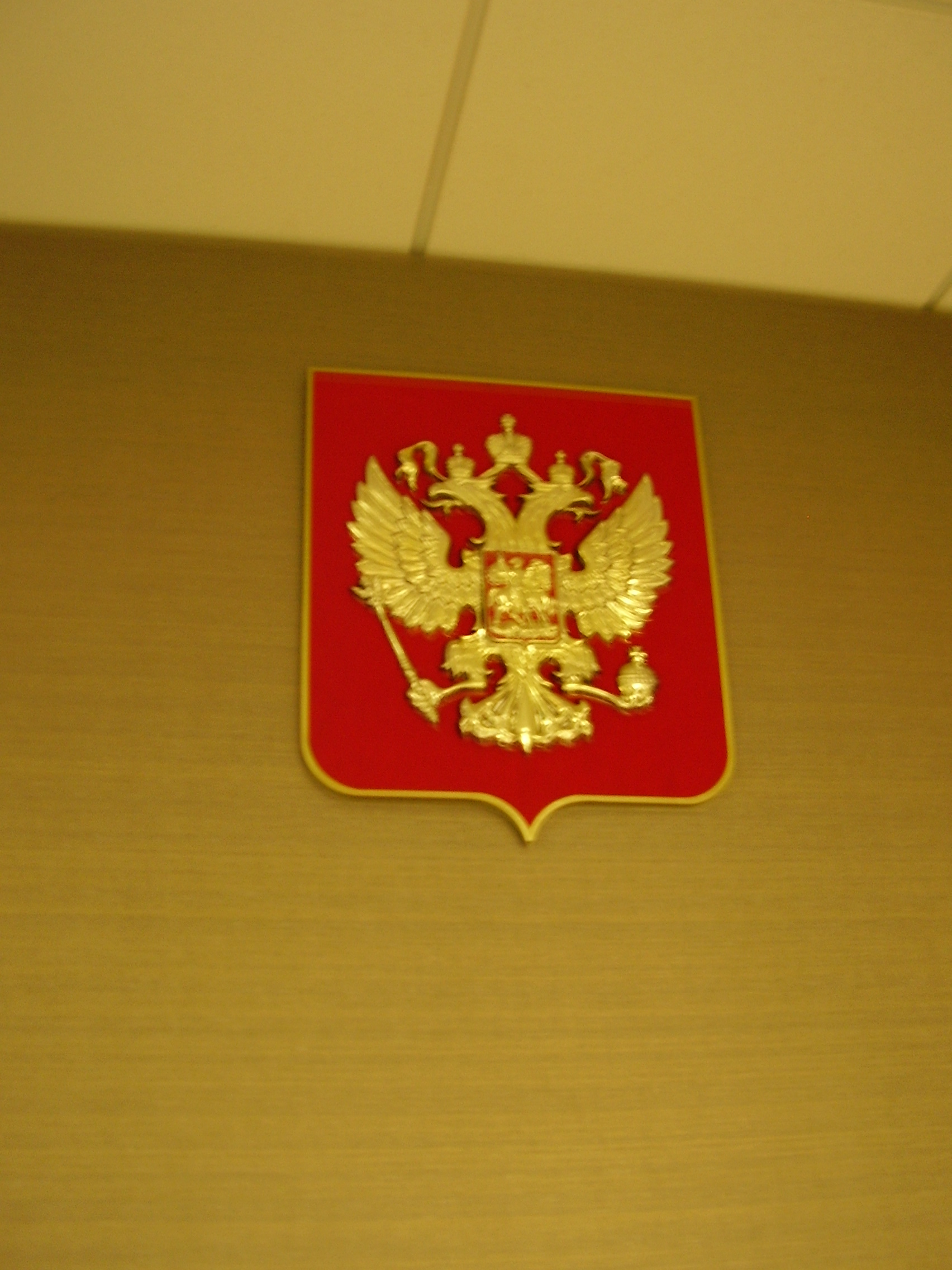
Stemma della Russia fotografato al consolato generale di Russia a Houston
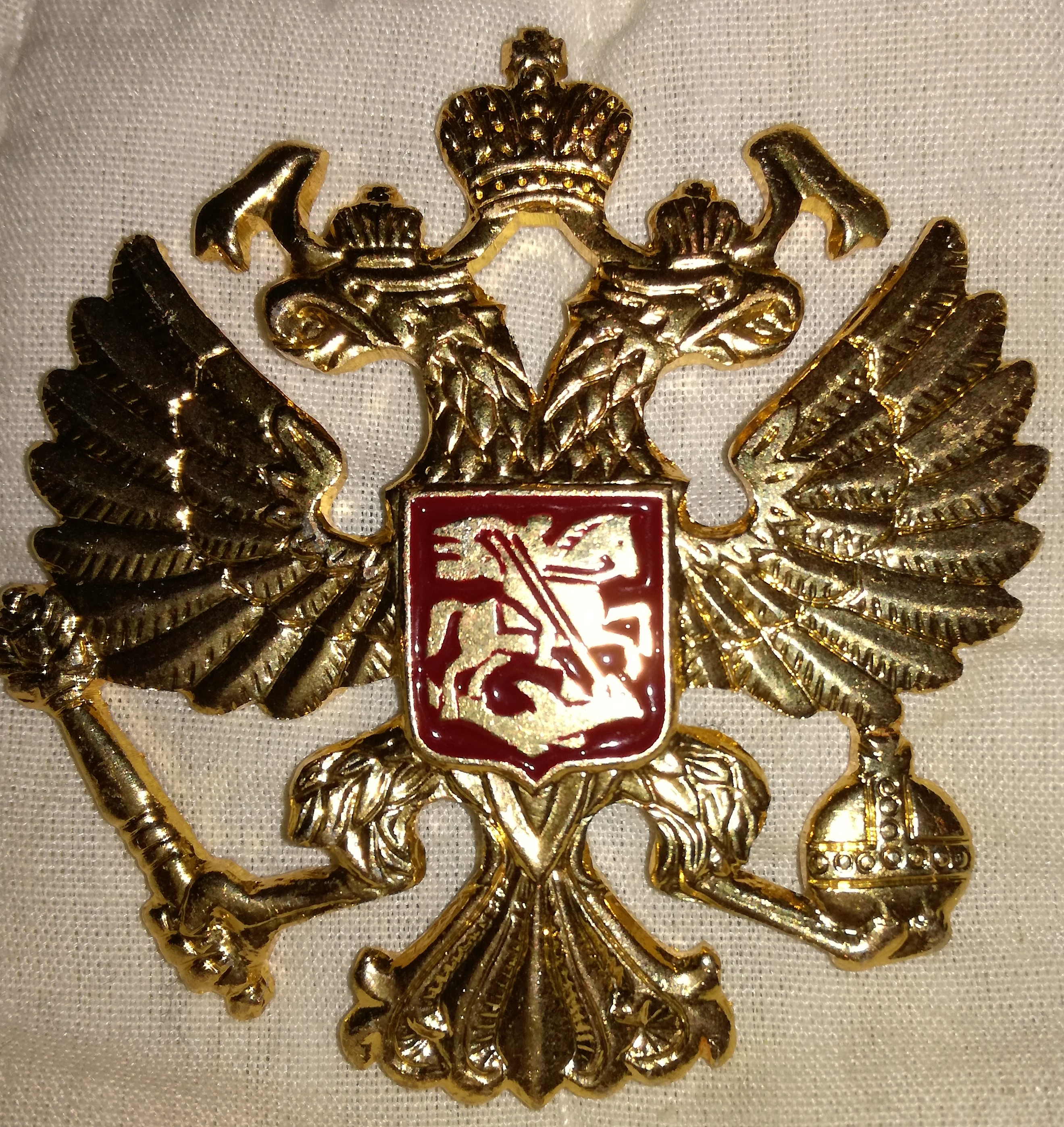
Stemma della Russia in oro 14 carati fotografato da collezione privata (Bergamo)